# Cantata dei giorni dispari

Eduardo De Filippo nel ruolo del protagonista di Napoli milionaria

La Cantata dei giorni dispari raccoglie le commedie che Eduardo De Filippo scrisse dal 1945, anno della pubblicazione di Napoli milionaria!, al 1973 quando mise in scena Gli esami non finiscono mai. In questo contesto i "giorni dispari" sono intesi come quelli negativi, a differenza dei "giorni pari", fortunati e felici.
Eduardo nel 1975, in occasione della raccolta pubblicata per l'editore Einaudi, volle riunire sotto questo titolo di "cantata" quelle commedie che affrontavano i problemi legati alla realtà sociale italiana così com'era sopravvissuta dopo le distruzioni materiali e morali apportate dalla guerra.

## Analisi critica
In questo secondo ciclo di opere prevale il pessimismo di Eduardo soprattutto per quanto riguarda il tema della crisi della famiglia che l'autore ha cominciato ad analizzare sin dalle prime opere sotto la veste della farsa come in Chi è cchiu' felice 'e me! o sotto quella del dramma patetico in Natale in casa Cupiello e che in questo secondo ciclo passando per Filumena Marturano, approfondisce in Mia famiglia arrivando alla conclusione disperatamente negativa della disgregazione della famiglia in Gli esami non finiscono mai.
Da notare in quest'ultima commedia la novità stilistica della recitazione senza parole che, già accennata nel mutismo del protagonista di Mia famiglia, introduce l'Eduardo attore come silenzioso protagonista.
In risalto in questa seconda raccolta di commedie anche il tema della ingiustizia che colpisce gli emarginati come Rafiluccio a cui invano Il sindaco del rione Sanità vuol fare a suo modo giustizia o come De Pretore Vincenzo che trova sostegno e sollievo solo nel Paradiso dei poveri mentre in terra anche i santi non si accorgono di lui.
L'opera di Eduardo risente in questo secondo ciclo delle concezioni del teatro pirandelliano, riprese e teorizzate da Eduardo ne L'arte della commedia, e rappresentate in scena soprattutto nell'ambiguità del personaggio protagonista di Questi fantasmi! o nel gioco delle parti che si svolge ne Le voci di dentro.
Si potrebbero definire pirandelliani in queste ultime opere della produzione eduardiana anche gli espedienti della magia, del gioco del trucco utilizzati sul palcoscenico per far apparire una realtà deformata che diventa più vera di quella reale come ne La grande magia, in cui rimane intrappolato il protagonista del dramma poiché, come dice Eduardo: «Il mondo in fondo è un gran palcoscenico e la vita una commedia allegra o triste secondo i casi. Per vivere, gli uomini debbono adattarsi a recitare la commedia e debbono anche fingere di divertirsi».

## Cronologia delle opere della "Cantata dei giorni dispari"
Nella prima edizione della cantata figuravano anche le commedie Non ti pago, spostata dall'edizione del 1971 alla Cantata dei giorni pari, e Requie a l'anema soja, spostata anch'essa all'altra cantata nel 1979 con il titolo I morti non fanno paura.
1. Napoli milionaria! (1945)
2. Occhiali neri (1945)
3. Questi fantasmi! (1946)
4. Filumena Marturano (1946)
5. Le bugie con le gambe lunghe (1947)
6. La grande magia (1948)
7. Le voci di dentro (1948)
8. La paura numero uno (1950)
9. Amicizia (1952)
10. Mia famiglia (1955)
11. Bene mio e core mio (1955)
12. De Pretore Vincenzo (1957)
13. Il figlio di Pulcinella (1957)
14. Sabato, domenica e lunedì (1959)
15. Il sindaco del rione Sanità (1961)
16. Tommaso d'Amalfi (1963)
17. L'arte della commedia (1964)
18. Dolore sotto chiave (1964)
19. Il cilindro (1965)
20. Il contratto (1967)
21. Il monumento (1970)
22. Gli esami non finiscono mai (1973)